# 京成AE100形電車
京成AE100形電車（けいせいAE100がたでんしゃ）は、京成電鉄がかつて運用していた特急形車両。

## 概要
2代目の「スカイライナー」用車両として、1990年（平成2年）6月19日に営業運転を開始した。営業運転開始当時は「ニュースカイライナー」とも呼ばれていた。当初落成した2本は、1991年の新東京国際空港（現・成田国際空港）ターミナルビル乗り入れに備えてAE形を8両編成化する際、その不足分を補うことを目的として新製された。その後AE形の置き換えを目的として5本が増備され、1993年（平成5年）5月末までに8両固定編成7本・計56両が出そろった。
車両番号は第1編成がAE101 - AE108、第2編成がAE111 - AE118の順で、末尾9と0は欠番であり、京成の慣行として京成上野方の車両番号からAE108編成、AE118編成…と呼ぶ。

## 車両概説

### 車体
普通鋼製で、車体長は他形式よりも長い19m（先頭車は19.5m）である。このためカーブでの車両限界を避けるため車体断面を直線基調とした。前頭スタイルは鋭角の流線形になり、床下の各機器は側面スカートで覆われた。将来は都営地下鉄浅草線経由で京急線に乗り入れて成田空港から羽田空港までの両空港間を直結する列車に使用する可能性も考慮し、流線形前面に非常用貫通扉を設置した。客用扉はAE形の二枚折り戸から引き戸に変わり、開口幅も100mm拡大されている。
塗装は、初代AE形の新塗装で採用されたグローバルホワイト■をベースにフューチャーブルー■とヒューマンレッド■のラインを踏襲し、前面は翼をイメージした帯配色となった。また、鉄道車両としては珍しいリトラクタブル式の前照灯を採用。そのうち内側の2灯は急曲線の多い京成本線の線形に対応するため、左右に照射角を変更することが可能である。
2001年（平成13年）3月に、通勤車全車とともに京成グループのCIとして「K'SEI GROUP」のロゴを貼付した。

### 車内設備
室内はブラウン系+ベージュ系の落ち着いた色調でまとめられ、妻面にLED式の案内表示器を設置する。座席は回転式リクライニングシートを採用した。車体の関係で横幅は435mmと小さいが、一方でシートピッチはAE形の970mmから1040mmに拡大されフットレストが装備されている。1991年（平成3年）製造のAE128編成以降はフットレストの形状が変更されている。末尾5の車両にサービスコーナー・自販機を設置し、トイレと洗面所は末尾4の車両に設置する。1992年（平成4年）5月から6月にかけて落成した3次車のAE148・158編成では最初からトイレを増設し、1・2次車についても同年4月から7月に増設し、仕様を統一した。
1995年（平成7年）4月から5月にかけて空気清浄機を全編成の各車に設置した。

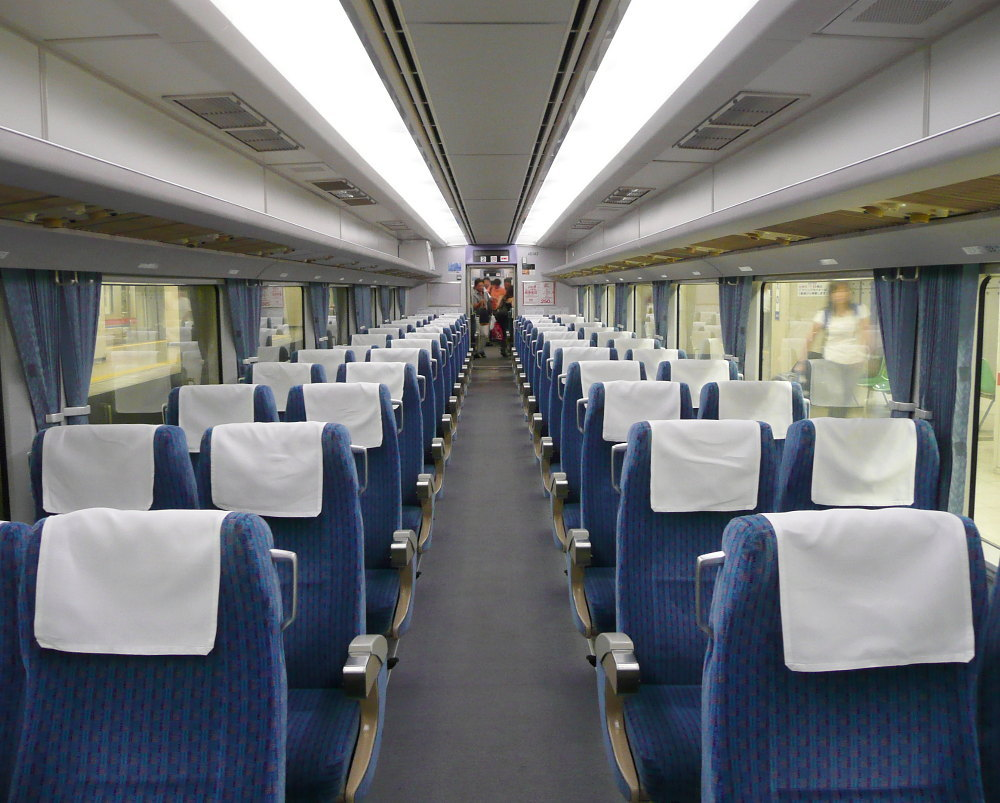
車内
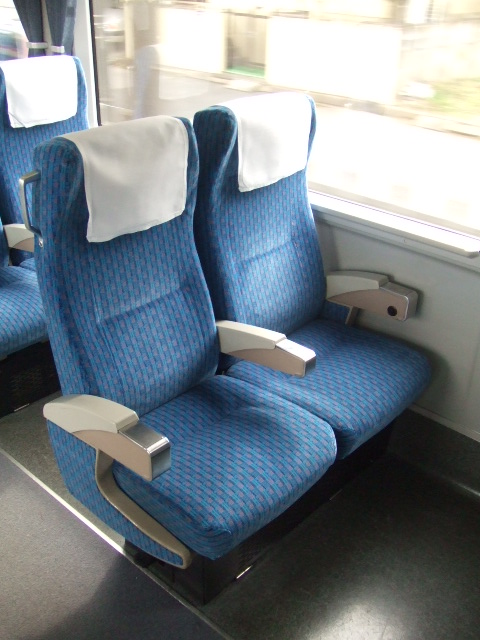
座席
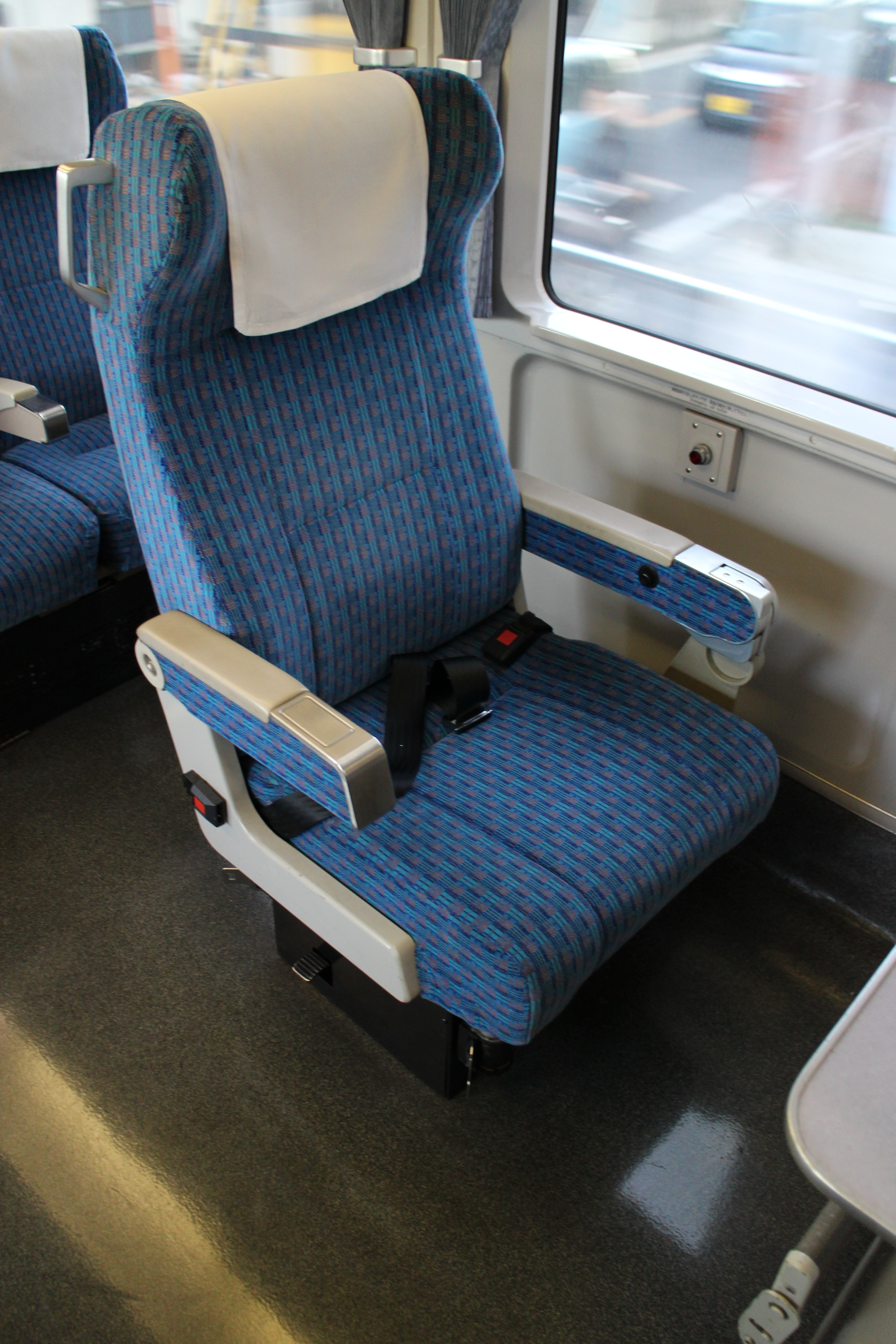
車椅子用座席
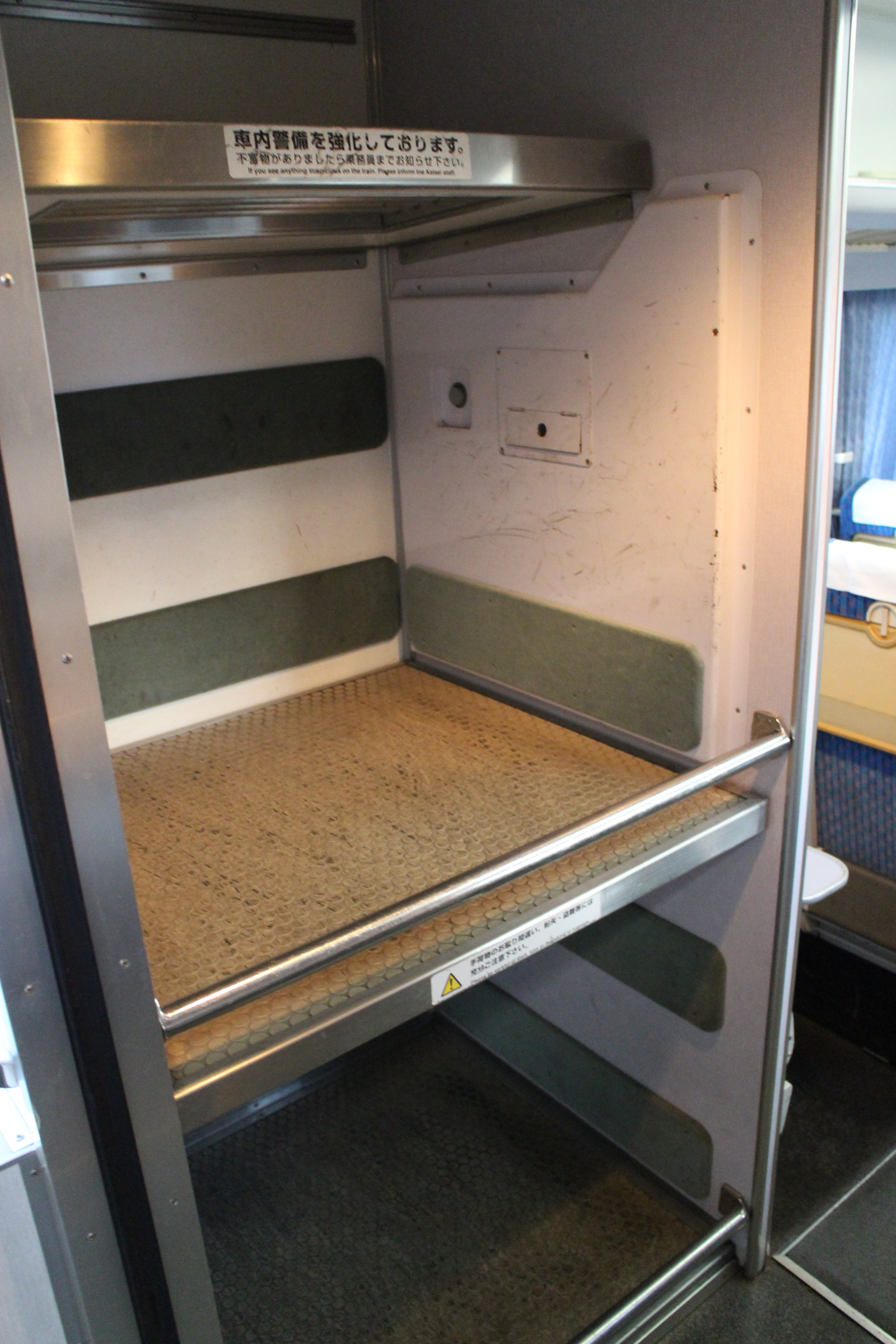
荷物置き場
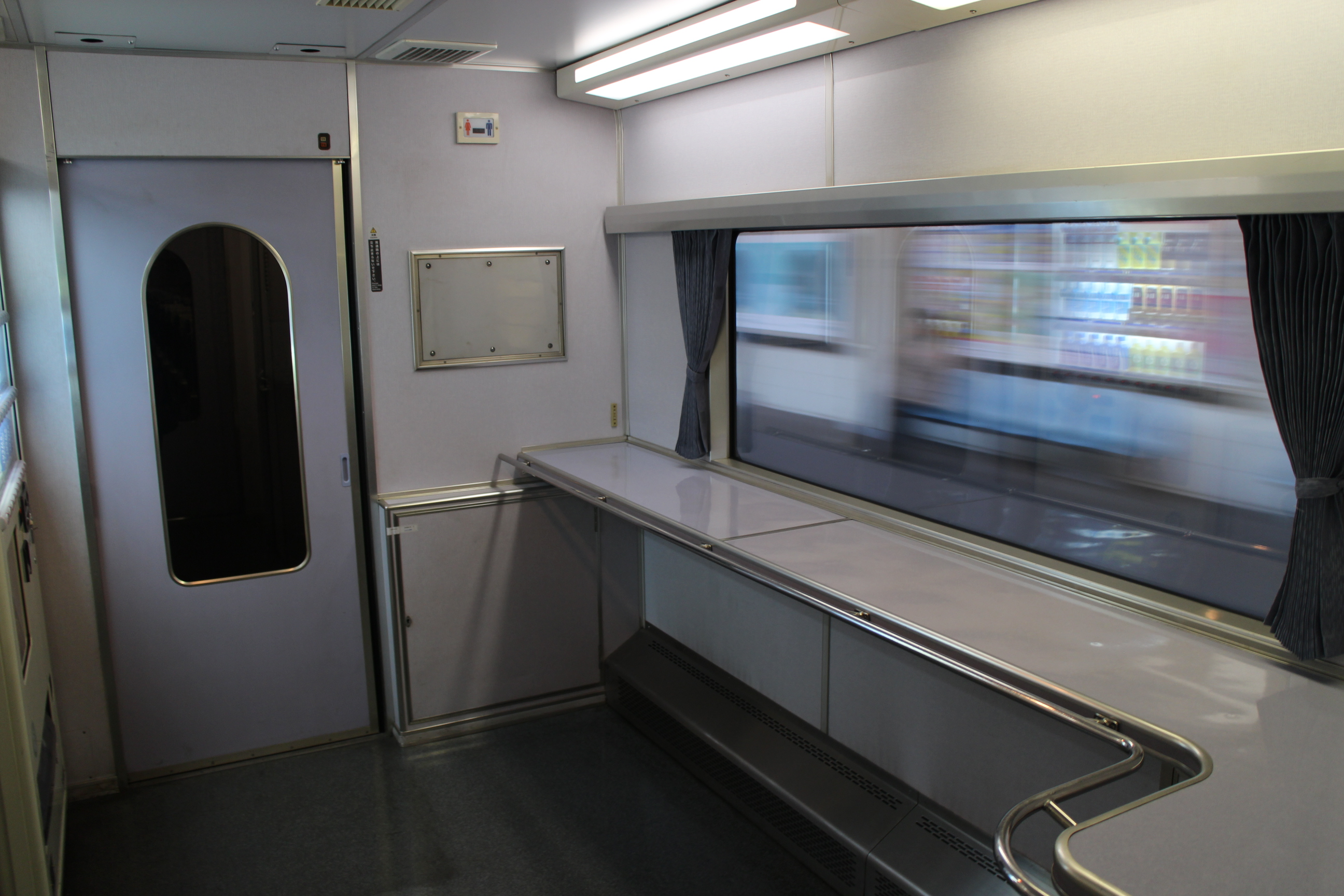
サービスコーナー
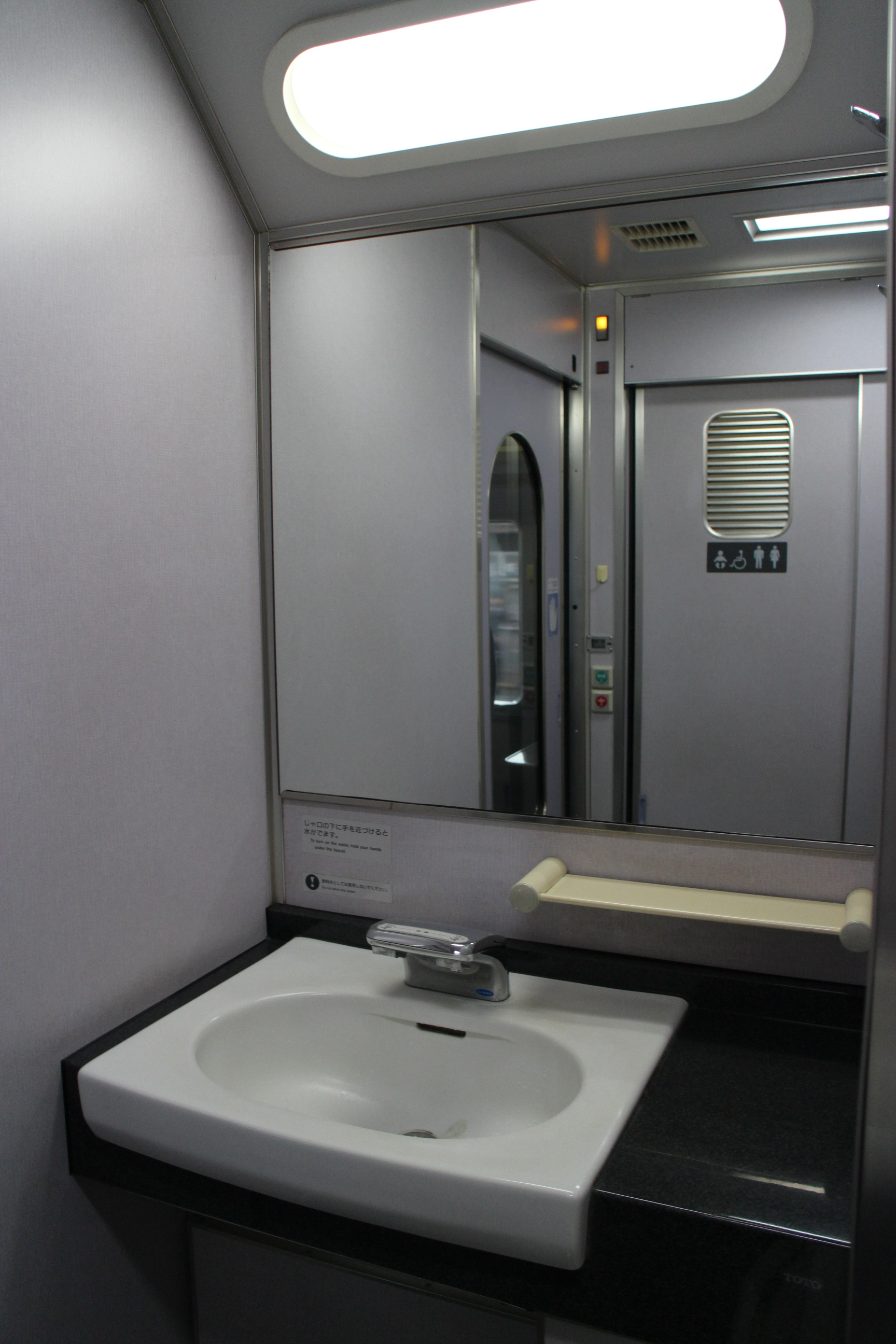
洗面所
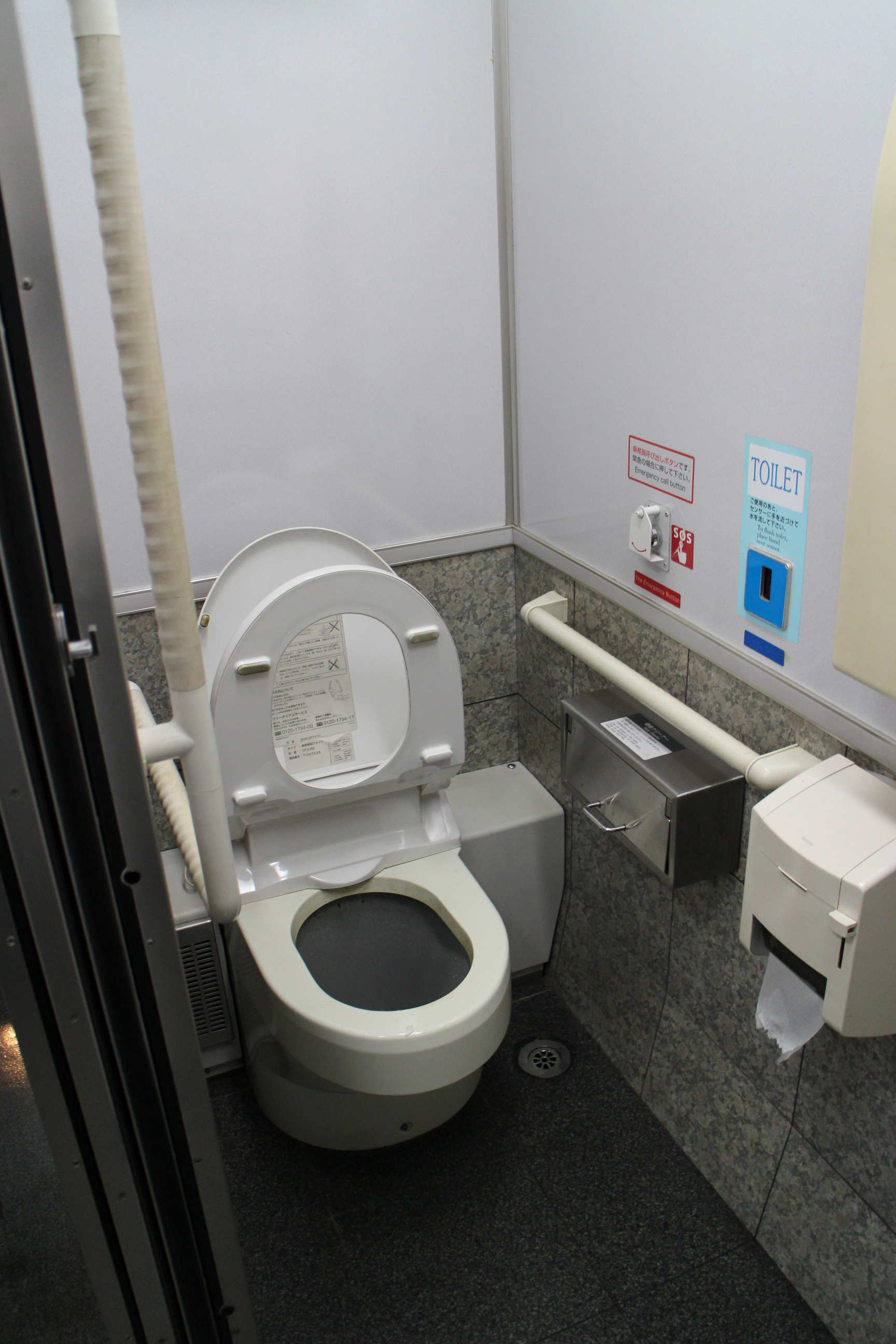
トイレ

### 機器類
京成では初のVVVFインバータ制御（東洋電機製ATR-H8130-RG-630A形・GTOサイリスタ素子）を採用し、モーターはすべて東洋電機製造製TDK-6170-A形を搭載する。この組み合わせは後に3700形にも採用された。AE形に続いて定速制御装置を装備する。操作方法はAE形と全く異なり、速度25km/hの時点でマスコンハンドルがP5の場合、P4に戻すと定速制御となり、P3に動かすと減速、P5にすると再度力行する。また、マスコンをN - P2に戻すと定速制御が解除される。また、都営線内を走行する際には、定速制御機能そのものが解除される。
京浜急行電鉄への乗り入れを考慮したことから、先頭車は電動車で、末尾6と3が付随車で補助電源装置のDC-DCコンバータ（DDC）を、末尾8と1の車両に交流電動機駆動の低騒音形レシプロ式空気圧縮機（CP）C-2000-MLをそれぞれ搭載した。パンタグラフは末尾7と2の車両両端に下枠交差式を2台搭載した。
京成では初めてメンテナンスの手間が軽減された交流誘導電動機が採用されたことから、主電動機点検蓋は省略された。

## リニューアル工事
2001年から2003年7月まで順次室内リニューアル工事を行った。
内容はバリアフリーへの対応を強化した他、内装の全面張り替えも行っている。客室内・デッキ・サービスコーナーともグレー系の化粧板・床面に、また座席表地はブラウン系からブルー系模様入りに変更、また2002年4月に出場したAE108編成から通路カーペットを設置し、先に出場していたAE148・AE118編成にも波及した。トイレも全面改修され、和式を廃して洋式に統一するとともに、車椅子対応形を新設した。外観にはAE118編成から先頭車に通気孔が設置（後にAE148編成にも設置）された他には変化がない。
リニューアル編成第1陣のAE148編成が営業運転開始した2001年12月10日より、「スカイライナー」・「モーニングライナー」・「イブニングライナー」の喫煙車は先頭車1・8号車のみとなり、その他はサービスコーナーも含めて禁煙とされた。
それまでの「赤電」各形式や3500形の車体更新では全般検査が必須であったが、本形式では定期検査と別途で施工された。実際にAE108・AE118・AE158編成は定期検査と別に同工事を施工させたが、窓枠の工事もあったため再塗装を実施した。
各編成の落成年月・製造メーカー・リニューアル年月は以下の通りである。
| 編成      | 落成年月  | 製造メーカー | リニューアル年月 |
| --------- | --------- | ------------ | ---------------- |
| AE108編成 | 1990年6月 | 日本車輌製造 | 2002年4月        |
| AE118編成 | 1990年6月 | 東急車輛製造 | 2002年2月        |
| AE128編成 | 1991年7月 | 日本車輌製造 | 2003年4月        |
| AE138編成 | 1991年6月 | 東急車輛製造 | 2002年11月       |
| AE148編成 | 1992年6月 | 日本車輌製造 | 2001年12月       |
| AE158編成 | 1992年5月 | 東急車輛製造 | 2003年7月        |
| AE168編成 | 1993年5月 | 日本車輌製造 | 2002年7月        |

## 運用の変遷

### AE形の置き換え
1990年から1992年にかけて毎年夏期繁忙期前に各2本（AE108 - AE158編成）を新製し、1991年夏以降順次AE形を休車・運用離脱させた。1992年7月末以降はAE形1編成が予備車として残存するのみとなり、翌年5月のAE168編成落成によってAE100形への置き換えが完了した。
1993年（平成5年）頃に、登場時スカートだけであったブルー塗装の塗り分け線が、若干上に変更されている。

### リニューアル工事後の動き
2005年（平成17年）2月から4月にかけて連結部に転落防止幌を設置したが、こちらは3000形 (2代)1 - 3次車や3700形6次車以降より小型化され、付け根が固定式になっている。このタイプは3000形4次車以降で採用されたほか、2007年以降は転落防止幌を設置済みの車両（3000形 (2代)1 - 3次車、3700形6次車以降、3400形など）でもこのタイプへの変更を開始した。
2007年（平成19年）7月31日には、「スカイライナー」20号（成田空港駅15時19分発）において「スカイライナー」の利用人数が1億人を突破した。それを記念して、同年8月からしばらくの間全編成に1億人乗車記念ステッカーが貼り付けられた。
2009年（平成21年）は京成電鉄が創立100周年であったことから、同年4月1日から12月31日まで全編成に創立100周年記念ステッカーが貼り付けられた。

### 成田スカイアクセス線開業後
2010年7月17日の成田スカイアクセス線開業およびAE形就役に伴い、本形式は「スカイライナー」「モーニングライナー」「イブニングライナー」の運用から撤退し、代わって新設された京成本線経由の「シティライナー」で運用されることとなった。
「スカイライナー」からの撤退に伴い、側面の「Skyliner」・「AIRPORT EXPRESS」のロゴは消され、カード式公衆電話を撤去。全車両を禁煙車とした。
2010年7月20日にAE108編成、同年8月31日にAE118編成・AE148編成、2011年12月19日にAE128編成、2012年12月21日にAE158編成がそれぞれ廃車されたため、2013年1月1日時点では8両編成2本16両が在籍していた。
2011年3月11日に発生した東北地方太平洋沖地震（東日本大震災）に伴う輪番停電（計画停電）などの影響により、「シティライナー」全列車が運転中止となったことから、地震発生直後から同年9月9日まで全編成が運用休止となった。同年9月10日の「シティライナー」一部運転再開に伴い、本形式についても運用を再開したが、これ以降は成田空港駅への乗り入れが消滅することとなった。
2011年11月5日には、東京都交通局馬込車両検修場で開催された「都営交通100周年記念フェスタ in 浅草線」にAE168編成が展示された。他社線走行は新製搬入時以来となる。また、2015年11月14日の「都営フェスタ2015 in 浅草線」でもAE168編成が3500形未更新車3588編成とともに展示された。
ダイヤ改正のたび「シティライナー」の運転は縮小され、2015年11月29日をもって土休日に1往復設定されていた「シティライナー」の運転が終了し、本形式の定期運用が消滅した。
その後、2016年1月1日 - 3日、および同月土休日に京成上野 - 京成成田間で臨時運用され、同年2月21日・28日の「さよならAE100形記念ツアー」（京成上野 - 高砂検車区 - 八広 - 東成田 - 宗吾参道、京成トラベルサービス主催）をもって引退となった。
引退後は、AE168編成の成田空港方先頭車（AE161）が宗吾車両基地に展示されている。

## 編成表
|          | ← 成田空港京成上野 → |         |       |       |       |       |         |       |
| 号車     | 1                    | 2       | 3     | 4     | 5     | 6     | 7       | 8     |
| 搭載機器 | CP,BT                | PT VVVF | DC    | CP,BT | VVVF  | DC    | PT VVVF | CP,BT |
| 車両番号 | AE101                | AE102   | AE103 | AE104 | AE105 | AE106 | AE107   | AE108 |
| 車両番号 | AE111                | AE112   | AE113 | AE114 | AE115 | AE116 | AE117   | AE118 |
| 車両番号 | AE121                | AE122   | AE123 | AE124 | AE125 | AE126 | AE127   | AE128 |
| 車両番号 | AE131                | AE132   | AE133 | AE134 | AE135 | AE136 | AE137   | AE138 |
| 車両番号 | AE141                | AE142   | AE143 | AE144 | AE145 | AE146 | AE147   | AE148 |
| 車両番号 | AE151                | AE152   | AE153 | AE154 | AE155 | AE156 | AE157   | AE158 |
| 車両番号 | AE161                | AE162   | AE163 | AE164 | AE165 | AE166 | AE167   | AE168 |

凡例
- VVVF：主制御装置、PT：パングラフ2基
- DC：補助電源装置（DC-DCコンバータ）、CP：空気圧縮機、BT：蓄電池